# Halitiara obtusus
Halitiara obtusus är en nässeldjursart som beskrevs av Xu och Huang 2004. Halitiara obtusus ingår i släktet Halitiara och familjen Protiaridae. Inga underarter finns listade i Catalogue of Life.